# Mikes Móric
Mikes Móric Kemény Zsigmond Özvegy és leánya című regényének egyik szereplője. A katolikus erdélyi Mikes család fia, János és Kelemen bátyja. Jezsuita papként Erdély területére lépett, de kilétét titkolva akarta meglátogatni a családját. Egy vadászatra tévedt, ahol megmentette a halálos veszedelembe került I. Rákóczi György életét: mesteri lövéssel terítette le az uralkodóra rontó vérszomjas medvét. Mivel a kilétét nem akarta felfedni, a fejedelem a gyűrűjét adta neki, azzal az ígérettel, hogy aki ezzel az ékszerrel később jelentkezik nála, annak bármilyen kívánságát teljesíteni fogja. Ez a gyűrű utóbb a halálra ítélt Mikes János számára hozta meg a kegyelmet.
Az 1983-ban készült tévéfilm-sorozatban Mikes Móricot Benedek Gyula alakította.